# Stupárovice

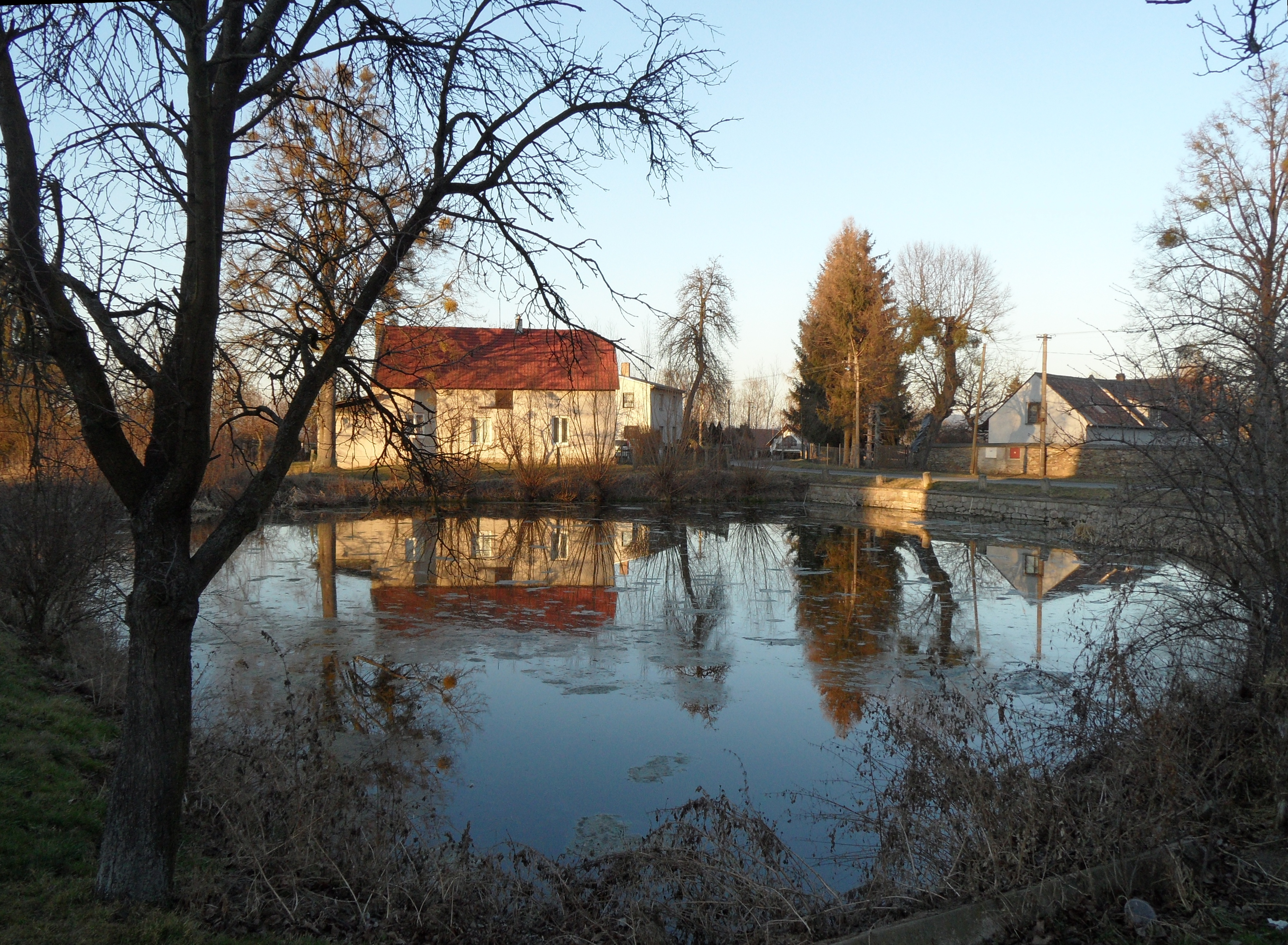
Dorfteich

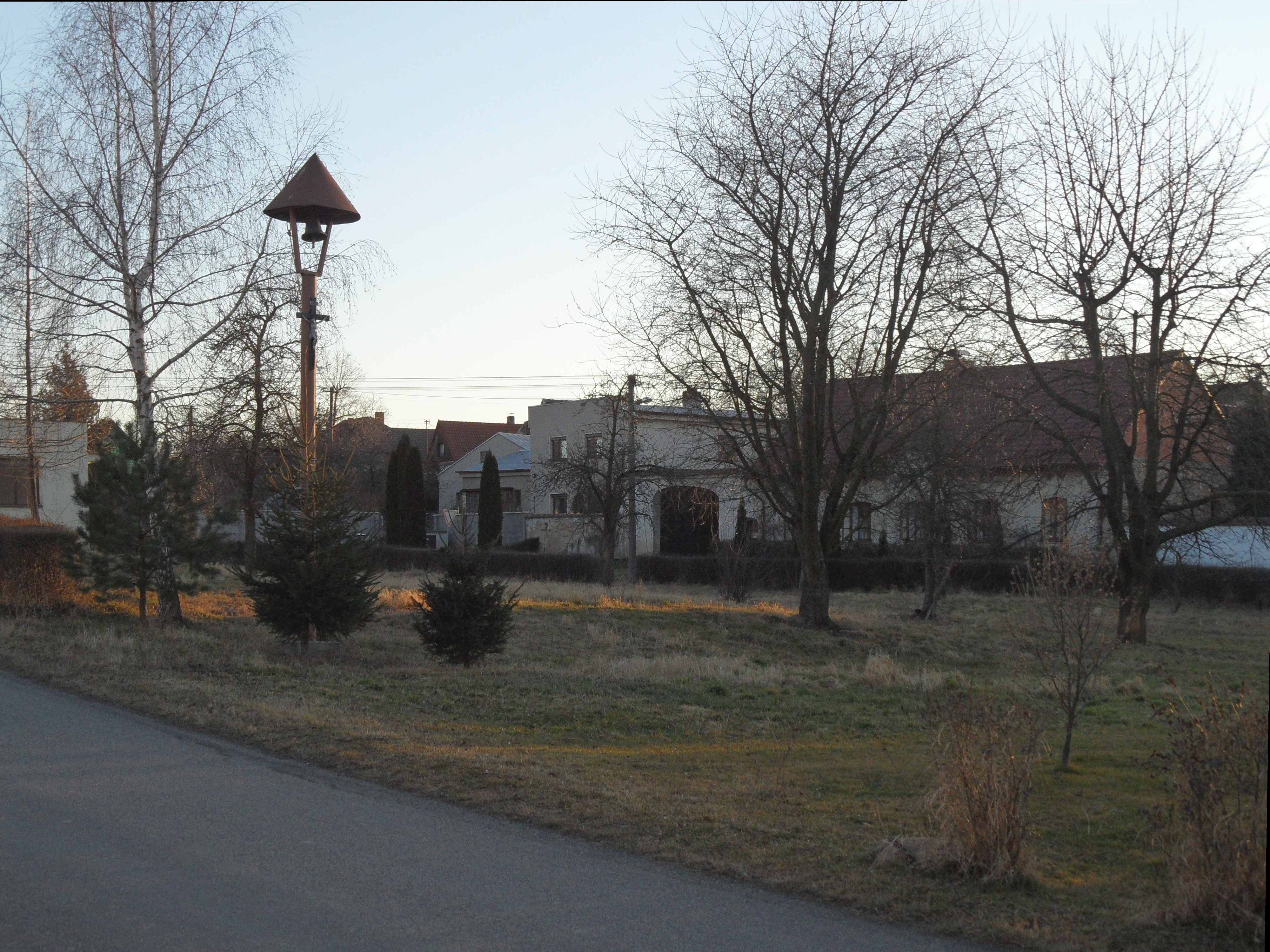
Dorfplatz

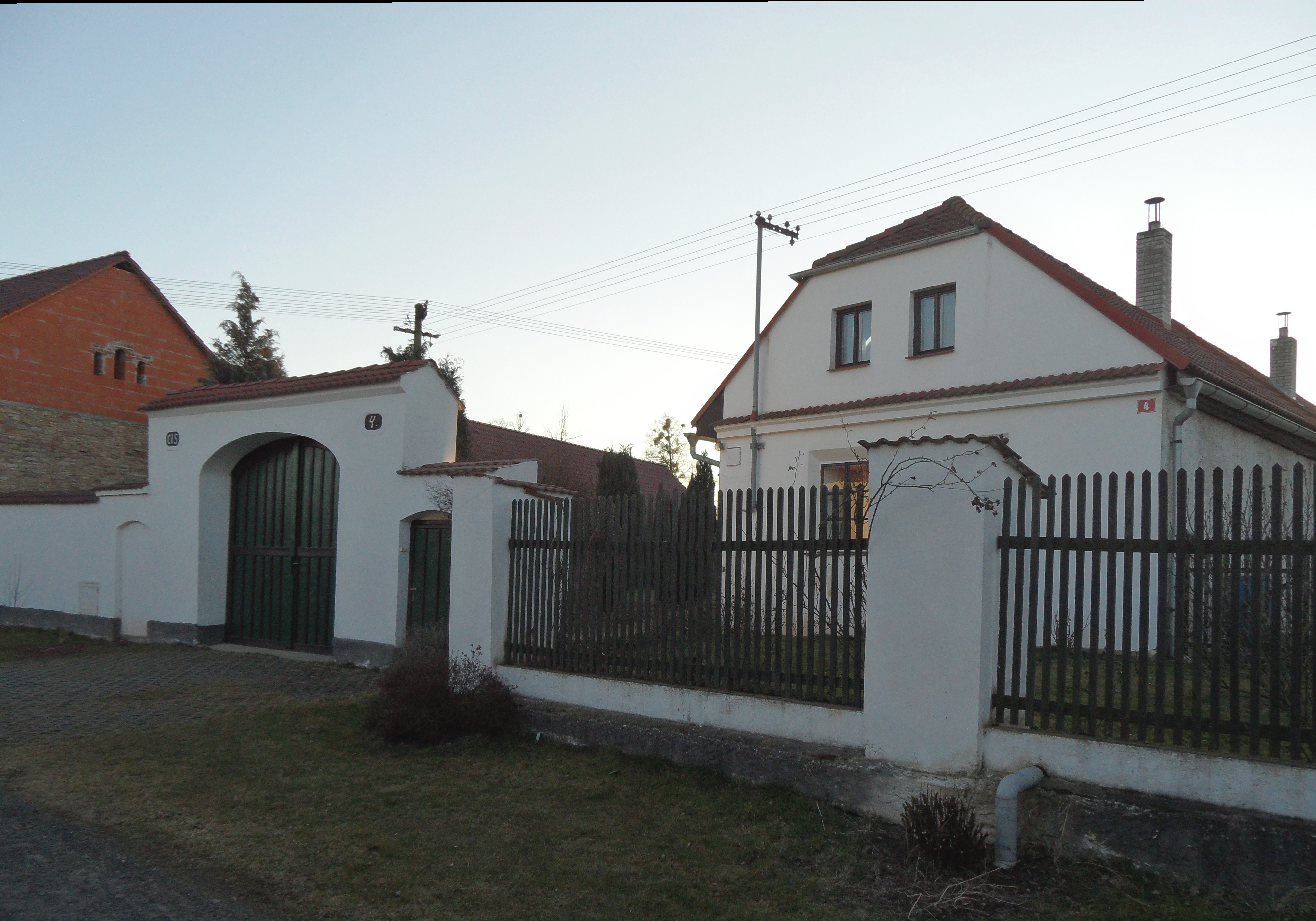
Gehöft Nr. 4

Stupárovice (deutsch Stuparowitz) ist ein Ortsteil der Stadt Golčův Jeníkov in Tschechien. Er liegt zwei Kilometer nördlich von Golčův Jeníkov und gehört zum Okres Havlíčkův Brod.

## Geographie
Stupárovice befindet sich rechtsseitig des Baches Výrovka in der Hornosázavská pahorkatina (Hügelland an der oberen Sázava). Südlich und westlich des Dorfes verläuft die Bahnstrecke Znojmo–Nymburk; gegen Nordwesten liegt der Bahnhof Golčův Jeníkov.
Nachbarorte sind Okřesaneč, Skryje, Křemen und Hostačov im Norden, Zvěstovice, Jezuitský Mlýn und Spytice im Nordosten, Bučovice und Sirákovice im Osten, Vilémov, Klášter und Vrtěšice im Südosten, Lucký Mlýn und Golčův Jeníkov im Süden, Ráj im Westen sowie Písek und Chrastice im Nordwesten.

## Geschichte
Die erste schriftliche Erwähnung von Stuparowice erfolgte 1488. Stupárovice war zu dieser Zeit ein landtäfliges Gut. Zu den Besitzern gehörten u. a. Heinrich von Waldstein, der 1586 in der Jenikauer Margarethenkirche beigesetzt wurde. Das Gut Stupárovice wurde im 17. Jahrhundert der Herrschaft Jenikau zugeschlagen; 1654 wurde das Dorf in der berní rula unter den Jenikauer Dörfern aufgeführt. Ab 1708 gehörte Stupárovice zum Gut Hostačov. In der Mitte des 18. Jahrhunderts kam Stupárovice wieder zur Herrschaft Goltsch-Jenikau. Im Jahre 1787 standen in Stuparowitz 23 Häuser.
Im Jahre 1840 bestand das im Caslauer Kreis gelegene Dorf Stuparowitz aus 27 Häusern, in denen 159 Personen, darunter vier protestantische und eine jüdische Familie lebten. Pfarrort war Jenikau. Bis zur Mitte des 19. Jahrhunderts blieb Stuparowitz der Herrschaft Goltsch-Jenikau untertänig.
Nach der Aufhebung der Patrimonialherrschaften bildete Stuparovice ab 1849 mit dem Ortsteil Ráj eine Gemeinde  im Gerichtsbezirk Habern. Ab 1868 gehörte der Ort zum Bezirk Časlau. Zwischen 1868 und 1870 erfolgte der Bau der Bahnstrecke Kolin-Deutschbrod; nördlich von Ráj entstand auf freiem Feld der Bahnhof Goltsch-Jenikau. 1869 hatte Stuparovice 203 Einwohner und bestand aus 29 Häusern. Im Jahre 1900 lebten in Stuparovice 202 Menschen, 1910 waren es 204. Seit 1924 führt die Gemeinde den Namen Stupárovice. 1930 hatte Stupárovice 181 Einwohner und bestand aus 33 Häusern. Seit der Gebietsreform von 1960 gehört das Dorf zum Okres Havlíčkův Brod. 1961 erfolgte die Eingemeindung nach Skryje, der Ortsteil Ráj wurde an Golčův Jeníkov angeschlossen. Seit Beginn des Jahres 1989 ist Stupárovice ein Ortsteil von Golčův Jeníkov. Beim Zensus von 2001 lebten in den 32 Häusern des Dorfes 72 Personen.

## Ortsgliederung
Der Ortsteil Stupárovice bildet einen Katastralbezirk.

## Sehenswürdigkeiten
- Glockenbaum auf dem Dorfplatz
- Mehrere Wegkreuze